# Flavio Chiti
Flavio Chiti (Villafranca di Verona, 12 febbraio 1970) è un allenatore di calcio ed ex calciatore italiano, di ruolo difensore.

## Carriera
Cresciuto nel Torino, vanta 3 presenze in Serie A con la maglia del Cagliari, debuttando il 26 gennaio 1992 in Sampdoria-Cagliari (1-1).
Ha militato anche in Serie B con le maglie di Modena e Venezia, sempre nei primi anni '90.
Ha poi proseguito la carriera in diversi club di Serie C.

## Palmarès

### Giocatore

#### Competizioni giovanili
- Coppa Italia Primavera: 1

Torino: 1988-1989